# معطي (اسم)
معطي هو اسم علم مذكر من أصل عربي، ومعناه هو من الفعل أعطى، وتحذف ياؤه، الكريم المعطاء المناول، والمعطي من أسماء الله الحسنى.

## شخصيات تحمل الاسم
- معطي بشير (1942 – 2004)

## وصلات خارجية
- موسوعة السلطان قابوس لأسماء العرب